# Joseph Lawrence
Joseph Lawrence Mignogna Jr., znany również jako Joey Lawrence (ur. 20 kwietnia 1976 w Filadelfii) – amerykański aktor, producent, reżyser, muzyk, piosenkarz i autor tekstów, producent muzyczny i gospodarz teleturnieju. Laureat nagrody Young Artist Award, do której był też ośmiokrotnie nominowany.

## Życiorys

### Wczesne lata
Urodził się w Filadelfii w stanie Pensylwania jako syn Donny Lynn (z domu Shaw), osobistej menadżerki, i Josepha Lawrence’a Mignogny Sr., brokera ubezpieczeniowego. 
Jego ojciec był pochodzenia włoskiego, a matka miała korzenie angielskie i irlandzkie. Jego rodzina miała też pochodzenie szkockie. Wychowywał się z dwoma młodszymi braćmi: Matthew Williamem (ur. 11 lutego 1980) i Andrew Jamesem (ur. 12 stycznia 1988). 
W 1994 ukończył Abington Friends School. Studiował na Uniwersytecie Południowej Kalifornii w Los Angeles. 

### Kariera
Rozpoczął karierę aktora dziecięcego od występu w reklamie Cracker Jack. Mając 5 lat pojawił się w The Tonight Show z Johnnym Carsonem, śpiewając „Give My Regards to Broadway”. W wieku sześciu lat wystąpił gościnnie w dwóch sitcomach stacji NBC – D'iff'rent Strokes i Silver Spoons, a także jako Sparky w 30–minutowej krótkometrażowej komedii telewizyjnej pt. Łobuz (Scamps, 1982). Od 27 października 1983 do 5 maja 1987 przez cztery sezony grał rolę Josepha „Joeya” Donovana w sitcomie NBC Gimme a Break!. W 1985 zadebiutował na dużym ekranie u boku Johna Candy’ego w komedii Carla Reinera Zakład (Summer Rental) jako Bobby Chester, syn głównego bohatera. 
Rola Joeya Russo w sitcomie Rozkwitać (Blossom) przyniosła mu nagrodę Young Artist Award. Wystąpił też w filmach: Reguły miłości, Basen 2, Ulice strachu: Ostatnia odsłona, Wyznania nałogowej karierowiczki i Zabójcze radio. 
W maju 1994 magazyn „People” umieścił go na liście pięćdziesięciu najpiękniejszych ludzi świata.
Lawrence jest również wokalistą. W latach dziewięćdziesiątych wydał dwa albumy studyjne, nagrane w stylistyce muzyki pop. Pierwszy z nich, Joey Lawrence, opublikowano 2 lutego 1993. Jego debiutancki singel zatytułowany „Nothin' My Love Can’t Fix” trafił na dziewiętnastą pozycję notowania Billboard Hot 100 i przyczynił się do sukcesywnego wydania dwóch kolejnych singli: „Stay Forever” i „I Can’t Help Myself”. 16 września 1997 wydał swój drugi album Soulmates, który promowały single „Ven Ven Conmigo” oraz „Never Gonna Change My Mind”. W listopadzie 2008 został wydany jego kolejny singel „I Want it that Way”.
W 2006 wziął udział w programie Dancing with the Stars (ABC), amerykańskiej wersji brytyjskiego formatu Strictly Come Dancing (znanym w Polsce pod nazwą Taniec z gwiazdami). Jego partnerką była Edyta Śliwińska. Zajęli 3. miejsce.
W 2007 trafił na Broadway w roli Billy’ego Flynna w musicalu Chicago. 
Był znany ze swojego metroseksualnego wizerunku. W 2015 wraz z gwiazdorami telewizyjnymi jako Ian Ziering, David Chokachi i Antonio Sabato Jr. wziął udział w sesji zdjęciowej “Najlepsze ciała” dla magazynu „Us Weekly”.
W czerwcu 2012 występował jako jeden z tancerzy Chippendales w Rio All Suite Hotel and Casino w Las Vegas.

## Życie prywatne
24 sierpnia 2002 poślubił Michelle Vellę. 10 kwietnia 2005 doszło do rozwodu. 3 lipca 2005 ożenił się z Chandie Yawn-Nelson, z którą ma dwie córki: Charleston „Charli” (ur. 10 maja 2006) i Liberty Grace (ur. 4 marca 2010). 16 lutego 2022 rozwiedli się. 1 maja 2022 zawarł związek małżeński z aktorką Samanthą Cope, z którą ma córkę Dylan Rose (ur. 16 stycznia 2023).

## Filmografia

### Filmy
- 1982: Łobuz (Scamps, krótkometrażowy TV) jako Sparky
- 1983: Littleshots jako Pete
- 1983: Poczekaj, aż mama wróci do domu! (Wait till Your Mother Gets Home!) jako Chris Peters
- 1985: Zakład (Summer Rental) jako Bobby Chester
- 1985: Don't Touch
- 1988: Impuls (Pulse) jako David Rockland
- 1988: Oliver i spółka (Oliver & Company) jako Oliver (głos)
- 1989: Adventures in Babysitting (TV) jako Brad Anderson
- 1991: Łańcuchy złota (Chains of Gold, TV) jako Tommy
- 1993: Olsen Twins Mother's Day Special (TV) jako śpiewak
- 1994: Zabójcze radio (Radioland Murders) jako Frankie Marshall
- 1995: Goofy na wakacjach (A Goofy Movie) jako Chad (dubbing)
- 1995: Jednodniowy gwiazdor (Prince for a Day, TV) jako Ralph Bitondo/Ricky Prince
- 1996: Brothers of the Frontier (TV) jako Ethan Frye
- 1999: Ostatnie takie ranczo (Horse Sense, TV) jako Michael Woods
- 1999: Desperatki (Desperate But Not Serious) jako Darby
- 2000: Ulice strachu: Ostatnia odsłona (Urban Legends: Final Cut) jako Graham Manning
- 2001: Chcesz poznać sekret? (Do You Wanna Know a Secret?) jako Hank Ford
- 2001: Australijska przygoda (Jumping Ship, TV) jako Michael Woods
- 2001: A Christmas Adventure from a Book Called Wisely's Tales jako Wolfpack Leader (dubbing)
- 2001: Komedia romantyczna ([Romantic Comedy 101, TV) jako Marc Gibson
- 2002: Życie w trójkącie 2: Puszka Pandory (Trois 2: Pandora's Box) jako detektyw Anderson
- 2004: Reguły miłości (Love Rules!) jako Michael Warner
- 2005: Bow (TV) jako Matt
- 2005: Wyznania nałogowej karierowiczki (Confessions of a Sociopathic Social Climber, TV) jako Ferguson
- 2006: Ostatni postój (Rest Stop) jako oficer Michael Deacon
- 2006: Apokalipsa androidów (Android Apocalypse, TV) jako DeeCee
- 2006: Basen 2 (The Pool 2) jako Lance Cooper
- 2008: Killer Pad w roli samego siebie
- 2008: Together Again for the First Time jako Carey Krzyznyk
- 2009: Fałszywy narzeczony (My Fake Fiancé) jako Vince
- 2010: Sinatra Club jako Louie 'Pipes' Pepitone
- 2011: Hit List jako Lyle
- 2016: Saved By Grace
- 2016: Emma's Chance jako Kevin Chambers

### Seriale TV
- 1982: Diff'rent Strokes jako Joey
- 1982: Silver Spoons jako Joey Thompson
- 1983-87: Gimme a Break! jako Joey Donovan
- 1984: Young People's Special's jako Billy
- 1985: ABC After School Specials jako Mattie
- 1990-95: Rozkwitać (Blossom) jako Joey Russo
- 1993: Almost Home (1993) jako Jeff Thornton
- 1993: Empty Nest (1993) jako Wade
- 1995: The John Larroquette Show jako brat Carly
- 1995: Something Wilder jako J.J. Travis
- 1995-97: Brotherly Love jako Joe Roman
- 1999: Dotyk anioła (Touched by an Angel) jako Jesse
- 1999: Tequila Body Shots jako Johnny Orpheus
- 1999:  Byle do przerwy (Recess) jako Franklin Dudikoff
- 2002: Projekt Zeta (The Zeta Project) jako Dex Finley
- 2002-2003: American Dreams jako Michael Brooks
- 2003-2004: Run of the House jako Kurt Franklin
- 2005-2006: Pół na pół (Half & Half) jako Brett Mahoney
- 2007: CSI: Kryminalne zagadki Nowego Jorku (CSI: NY) jako Clay Dobson
- 2007: Nowa szkoła króla (The Emperor's New School) jako Dirk Brock
- 2010-2015: Melissa i Joey (Melissa & Joey) jako Joseph "Joe" P. Longo